# Vinzenz Rüttimann

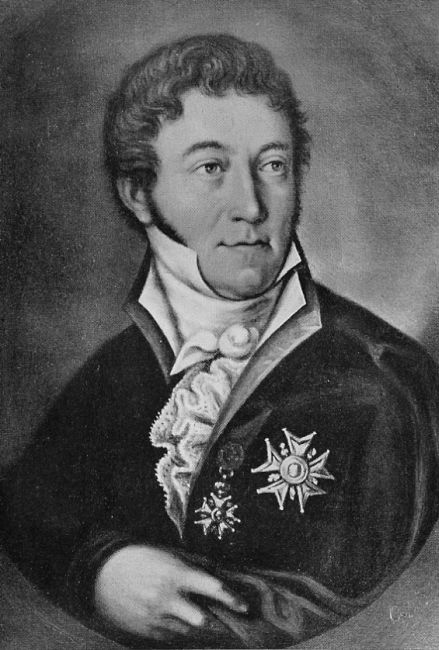
Vinzenz Rüttimann, 1769–1844

Vinzenz Rüttimann (* 1. Mai 1769 in Reiden; † 15. Januar 1844 in Luzern) stammt aus der gleichnamigen Luzerner Patrizierfamilie und war einer der bedeutendsten Schweizer Politiker während der ersten Hälfte des 19. Jahrhunderts. Seine Familie war kurz vor dem Erlass des Fundamentalgesetzes von 1773 in den Kreis der regierenden Familien aufgenommen worden.

## Leben
Vinzenz Rüttimann war seit 1791 Mitglied des Luzerner Grossen Rats, Landvogt zu Habsburg und Gesandtschaftssekretär der XIII Orte beim französischen Agenten in Basel. Anschliessend wurde er in den Kleinen Rat gewählt, wo er der Fortschrittspartei des Patriziats angehörte. 1794 wurde er Landvogt in Münster und trat im gleichen Jahr der Helvetischen Gesellschaft bei. 1797 entsandte ihn der Rat als Gesandter Luzerns an die Tagsatzung in Aarau.
Nachdem Luzern 1798 angesichts der französischen Bedrohung die alte Ordnung selbst beendet hatte und die Schweiz von Napoleons Truppen besetzt war, wurde Rüttimann helvetischer Regierungsstatthalter und 1802 Landesstatthalter. Politisch galt er während der Helvetik als Unitarier. Als solcher reiste er als Vertreter seines Heimatkantons und des Kantons Tessin an die Helvetische Consulta. Während der Neukonstituierung des Kantons Luzern war er Präsident der provisorischen Regierungskommission und während der Mediation bis 1814 Schultheiss. 1808 war er Landammann der Schweiz.
Die neue Luzerner Regierung galt seit der Abdankung des Patriziats bald als die schlechteste und unwissendste der Schweiz. Deshalb führte Rüttimann am 16. Februar 1814 mit Angehörigen der Gesellschaft der Herren zu Schützen den Staatsstreich an, der in Luzern die patrizische Verfassung wieder einführte. In der neuen Regierung sassen neben den Patriziern nun auch profilierte Köpfe des Bürgertums. Als Mitglied der Tagsatzung war Rüttimann aktiv an der Mitgestaltung der schweizerischen Restauration beteiligt und war in Luzern bis 1831 wiederum Schultheiss. 1820 und 1826 war er Präsident der Tagsatzung und damit Staatsoberhaupt der Schweiz.
Vinzenz Rüttimann war seit 1794 mit Anna Maria Meyer von Schauensee verheiratet, der Schwester von Franz Bernhard Meyer von Schauensee. Die Rolle der strahlenden Gastgeberin an den glanzvollen Staatsempfängen, für die Rüttimann berühmt war, nahm allerdings Sophie Schumacher ein, die Tochter Jost Dürlers, des kommandierenden Offiziers der französischen Schweizergarde am 10. August 1792 in den Tuilerien.
1818 porträtierte Josef Reinhard Rüttimann zusammen mit seiner jüngsten Tochter. Nach diesem Gemälde (Öl auf Holz, 82,5 × 65,5 cm) entstand Rüttimanns Porträt mit den Orden.